# Glochidion nervosum
Glochidion nervosum là một loài thực vật có hoa trong họ Diệp hạ châu. Loài này được Alston mô tả khoa học đầu tiên năm 1931.